# Krasnokàmensk (Krasnoiarsk)
|  | Per a altres significats, vegeu «Krasnokàmensk». |

Krasnokàmensk (en rus: Краснокаменск) és un poble (un possiólok) del krai de Krasnoiarsk, a Rússia, que el 2017 tenia 4.204 habitants. Pertany al districte de Kuràguino.